# Anemia da malattia cronica
L' anemia da malattia cronica  o anemia da flogosi o anemia da disordine cronico è una forma di anemia ipoproliferativa che si riscontra in malattie croniche, per esempio in casi di infezione cronica, artriti e di disordini tumorali, ed è una delle sindromi più comuni al mondo.

## Sintomatologia
Differente dalle altre forme di malattia, l'anemia da malattia cronica è sovente ben tollerata, con sintomatologia dominata dal quadro sindromico di base.

## Eziologia
La patogenesi rimane sconosciuta ma in qualche modo collegata all'IFN-y prodotto dai leucociti attivati.
Le patologie come infezioni, malattie autoimmuni o neoplasie causano una flogosi persistente, con aumento dell'IL-6 e dell'epcidina, ormone prodotto dal fegato che porta ad una diminuzione di eritropoietina e diminuisce i livelli di ferroportina, provocando, in definitiva, un diminuito assorbimento del ferro a livello gastroenterico ed un aumento dello stesso all'interno dei macrofagi.

## Diagnosi differenziale
L'anemia da malattia cronica è un'anemia normocitica o talvolta microcitica. In quest'ultimo caso deve essere posta in diagnosi differenziale con l'anemia sideropenica. Altra caratteristica che hanno in comune è la riduzione della concentrazione di ferro sierico. Mentre nell'anemia sideropenica è dovuta ad un'effettiva carenza di ferro nell'organismo, nell'anemia da malattia cronica è dovuta soprattutto ad un sequestro del ferro nel sistema reticoloendoteliale. Pertanto la ferritina risulterà ridotta nell'anemia sideropenica ma normale o aumentata nell'anemia da malattia cronica. L'aumento della ferritina infatti potrebbe essere dovuto allo stato flogistico che va ad aumentare questa proteina i cui livelli sono influenzati dalla fase acuta della flogosi. Altro dato di laboratorio che differenzia le patologie è il livello di transferrina. Essa risulta aumentata nell'anemia sideropenica (ciò indica che l'organismo necessita di ferro) e spesso normale nell'anemia da malattia cronica. In entrambe le anemie quindi, a causa del ridotto livello sierico di ferro, la transferrina satura risulterà ridotta rispetto al naturale ma con una riduzione più evidente nell'anemia sideropenica in quanto dovuta sia ad un aumento della transferrina che ad una diminuzione della ferremia a differenza dell'anemia da malattia cronica dove è dovuta solamente alla diminuzione della ferremia.

## Terapia
Il trattamento ideale consiste nel curare o migliorare la forma di malattia associata. Nelle forme gravi e/o in pazienti con angina pectoris o intolleranza allo sforzo, risulta utile l'assunzione di eritropoietina, l'ormone glicoproteico prodotto dai reni e dal fegato, che regola l'eritropoiesi (il processo di formazione dei globuli rossi ), in misura di 50-150 UI/kg 3 volte alla settimana o di trasfusioni.
Tale anemia non può essere trattata con farmaci a base di ferro ionico (solfato), in quanto a differenza dell'anemia sideropenica il metabolismo del ferro risulta interrotto dalla presenza dell'ormone peptidico epcidina. Tale ormone si lega ad un'altra proteina di trasporto, la ferroportina, deputata al trasporto del ferro dalle cellule della mucosa intestinale e dalle cellule di deposito del ferro al sangue. Quando l'epcidina si lega alla ferroportina, ne limita la funzione e blocca quindi l'uscita di ferro nel sangue.
Tuttavia, esiste una formulazione orale di nuova generazione, a base di ferro (pirofosfato) sucrosomiale, in grado di eludere questo blocco. Infatti, bypassando il normale assorbimento del ferro ionico tradizionale viene direttamente veicolato nell'epatocita attraverso il torrente linfatico. Legandosi alla transferrina neonascente determina un aumento della saturazione della transferrina e della concentrazione emoglobinica.